# クリピュア
株式会社クリピュアは、日本の出版社。

## 概要
2002年（平成14年）設立。「いのち」「生きる」をテーマとして、書籍や雑誌の発行を行っている（発売は星雲社が行っている）。
クリピュア（Clepure）は、クリア（clear）とピュア（pure）の合成語で、クリアには「澄んだ、透き通った」といった意味があり、ピュアには「混じりけのない、純粋な、高潔な」といった意味があることから、いつまでも純粋で澄み切っており、高潔でありたい、という願いを込めて命名された。

## 発行物

### 月刊誌『統合医療でがんに克つ』
2008年6月20日に創刊される。統合医療学術協議会から発行を依頼されている。「がん難民をつくらないために」をモットーとして、がん患者が希望を持つことができるように、がん治療に有効な統合医療の情報を提供する、としている。がん医療に携わる医師や関係者、一般市民に向けて広く情報を発信したいという意図もあるとされる。
また、標準治療についての情報も掲載し、また治療法のみならず、医療問題なども取り上げながら、読者参加型の雑誌づくりを目標とするとしている。毎月違ったテーマで、さまざまな治療法について数名の医師によって報告がなされている。

### クリピュア新書
新書判。既刊は以下のとおり。
- 巨利を生む蛇足判決理論（井上薫）
- 裁判と世論の微妙な関係（井上薫）
- がんを治す新漢方療法（王振国）
- がんに効く漢方生薬と健康食品小事典（水上治、孫苓献）
- MAST 代謝抗酸化補充栄養療法（白澤辰治）